# ملیساندرا
ملیساندرا (انگلیسی: Melisandre) یک شخصیت داستانی در ترانه یخ و آتش از سری رمان‌های خیال‌پردازی نوشته شده توسط نویسنده آمریکایی جرج آر. آر. مارتین و سریال تلویزیونی بازی تاج‌وتخت است. در سریال بازی تاج‌وتخت که از شبکه تلویزیونی اچ‌بی‌او پخش می‌شود کاریس فن هاوتن در نقش ملیساندره به ایفای نقش پرداخته است.
ملیساندرا زنی با موهای قرمز و یکی از راهبین خدای نور است. با جادوی گردنبند سرخش در کالبد زنی جوان و زیبا ظاهر میشود اما در حقیقت پیرزنی فرتوت است که چندصد سال عمر کرده و  رسالتش یافتن شاهزاده موعود و کمک به او برای نابودی شاه شب است. در الهاماتش شاهزاده موعود را مردی جوان با چشم و ابرویی مشکی دیده که پادشاه برحق است و این خصوصیات برایش در استنیس براتیون تجلی یافته، در نتیجه با استنیس متحد شده برایش شبحی به دنیا می اورد تا رنلی براتیون را به قتل برساند.
در جنگ علیه رمزی اسنو با  دادن مشاوره های غلط به استنیس باعث تضعیف سپاه او شد. برای جبران این ضعف به جادو روی آورد و دختر استنیس را قربانی کرد که نتیجه آن روی گردانی سپاهیان استنیس از وی و مرگش بود. پس از آن به دیوار رفت و در شبی که جان اسنو به قتل رسید در آنجا حضور داشت. با استفاده از جادوی سرخ موفق شد جان را به زندگی باز گرداند و همزمان امید از دست رفته خود در یافتن شاهزاده موعود را نیز بازیافت. پس از اینکه جان اسنو او را به خاطر گرفتن جان دختر استنیس تبعید کرد به جنوب رفت و با شروع جنگ در شب طولانی به شمال بازگشت تا با جادویش به پیروزی ارتش انسانها کمک کند. پس از پیروزی رسالتش پایان یافت و در سحرگاه روز بعد به شکل مشتی خاکستر در هوا محو شد.